# Таркази
Таркази́ (рос. Тарказы, башк. Таркаҙы) — село у складі Єрмекеєвського району Башкортостану, Росія. Адміністративний центр Тарказинської сільської ради.
Населення — 731 особа (2010; 788 в 2002).
Національний склад:
- башкири — 80 %